# Coppa di Turchia 2016-2017 (pallavolo femminile)
La Coppa di Turchia 2016-2017 si è svolta dal 24 dicembre 2016 al 17 gennaio 2017: al torneo hanno partecipato 12 squadre di club turche e la vittoria finale è andata per la terza volta, la seconda consecutiva, al Fenerbahçe.

## Regolamento
Alla competizione prendono parte tutte e 12 le squadre partecipanti alla Sultanlar Ligi. Al termine del girone di andata di regular season, le prime 4 classificate accedono direttamente alla Final Eight, mentre le altre 8 squadre, sorteggiati gli abbinamenti, affrontano le qualificazioni alla fase finale sfidandosi in gare di andata e ritorno: in caso di una vittoria a testa, si qualifica la squadra con miglior quoziente set e, in subordine, di miglior quoziente punti; in caso di ulteriore pareggio, viene disputato un golden set.

## Squadre partecipanti
| - Beşiktaş - Bursa BB - Çanakkale - Eczacıbaşı - Fenerbahçe - Galatasaray | - Halkbank - İdman Ocağı - Nilüfer - Sarıyer - Seramiksan - VakıfBank |

## Torneo

### Ottavi di finale

#### Andata
| 24 dicembre 2016 Başkent Voleybol Salonu, Ankara Durata: 1h:26 - Spettatori: ?        | Halkbank    | 3 - 0 | Beşiktaş | 25-23, 25-20, 25-19               |
| 24 dicembre 2016 Yıldırım Beyazıt Spor Salonu, Turgutlu Durata: 1h:59 - Spettatori: ? | Seramiksan  | 3 - 2 | Sarıyer  | 25-19, 13-25, 25-20, 18-25, 15-11 |
| 25 dicembre 2016 Trabzon 19 Mayıs Spor Salonu, Trebisonda Durata: ? - Spettatori: ?   | İdman Ocağı | 1 - 3 | Nilüfer  | 22-25, 20-25, 25-23, 23-25        |
| 25 dicembre 2016 Anafartalar Spor Salonu, Çanakkale Durata: 1h:46 - Spettatori: 500   | Çanakkale   | 3 - 1 | Bursa BB | 25-21, 25-19, 23-25, 25-19        |

#### Ritorno
| 28 dicembre 2016 BJK Akatlar Arena, Istanbul Durata: 1h:24 - Spettatori: ?              | Beşiktaş | 3 - 0 | Halkbank    | 25-23, 25-20, 25-20        |
| 28 dicembre 2016 Cengiz Göllü Kapalı Spor Salonu, Bursa Durata: 1h:41 - Spettatori: 500 | Nilüfer  | 3 - 1 | İdman Ocağı | 25-15, 25-12, 20-25, 26-24 |
| 28 dicembre 2016 Cengiz Göllü Kapalı Spor Salonu, Bursa Durata: 1h:43 - Spettatori: 300 | Bursa BB | 3 - 1 | Çanakkale   | 25-17, 25-15, 22-25, 25-22 |
| 28 dicembre 2016 Bahçeköy Spor Salonu, Istanbul Durata: 2h:00 - Spettatori: ?           | Sarıyer  | 3 - 1 | Seramiksan  | 24-26, 26-24, 25-23, 25-21 |

### Final-Eight
|  | Quarti di finale | Quarti di finale | Quarti di finale |            |            | Semifinali | Semifinali | Semifinali |  |  | Finale | Finale | Finale |  |
|  |                  |                  |                  |            |            |            |            |            |  |  |        |        |        |  |
|  | VakıfBank        | VakıfBank        | 3                |            |            |            |            |            |  |  |        |        |        |  |
|  | VakıfBank        | VakıfBank        | 3                |            |            |            |            |            |  |  |        |        |        |  |
|  | Nilüfer          | Nilüfer          | 0                |            |            |            |            |            |  |  |        |        |        |  |
|  | Nilüfer          | Nilüfer          | 0                |            | VakıfBank  | VakıfBank  | 3          |            |  |  |        |        |        |  |
|  |                  |                  |                  |            | VakıfBank  | VakıfBank  | 3          |            |  |  |        |        |        |  |
|  |                  |                  | Bursa BB         | Bursa BB   | 0          |            |            |            |  |  |        |        |        |  |
|  | Galatasaray      | Galatasaray      | Bursa BB         | Bursa BB   | 0          | 2          |            |            |  |  |        |        |        |  |
|  | Galatasaray      | Galatasaray      |                  |            |            |            |            |            |  |  |        |        |        |  |
|  | Bursa BB         | Bursa BB         | 3                |            |            |            |            |            |  |  |        |        |        |  |
|  | Bursa BB         | Bursa BB         | 3                |            | VakıfBank  | VakıfBank  | 0          |            |  |  |        |        |        |  |
|  |                  |                  |                  |            |            |            |            |            |  |  |        |        |        |  |
|  |                  |                  | Fenerbahçe       | Fenerbahçe | 3          |            |            |            |  |  |        |        |        |  |
|  | Eczacıbaşı       | Eczacıbaşı       | Fenerbahçe       | Fenerbahçe | 3          | 3          |            |            |  |  |        |        |        |  |
|  | Eczacıbaşı       | Eczacıbaşı       |                  |            |            |            |            |            |  |  |        |        |        |  |
|  | Halkbank         | Halkbank         | 1                |            |            |            |            |            |  |  |        |        |        |  |
|  | Halkbank         | Halkbank         | 1                |            | Eczacıbaşı | Eczacıbaşı | 1          |            |  |  |        |        |        |  |
|  |                  |                  |                  |            | Eczacıbaşı | Eczacıbaşı | 1          |            |  |  |        |        |        |  |
|  |                  |                  | Fenerbahçe       | Fenerbahçe | 3          |            |            |            |  |  |        |        |        |  |
|  | Fenerbahçe       | Fenerbahçe       | Fenerbahçe       | Fenerbahçe | 3          | 3          |            |            |  |  |        |        |        |  |
|  | Fenerbahçe       | Fenerbahçe       |                  |            |            |            |            |            |  |  |        |        |        |  |
|  | Sarıyer          | Sarıyer          | 0                |            |            |            |            |            |  |  |        |        |        |  |

#### Quarti di finale
| 15 gennaio 2017 Başkent Voleybol Salonu, Ankara Durata: 1h:19 - Spettatori: 5 500 | VakıfBank   | 3 - 0 | Nilüfer  | 25-19, 25-15, 25-19               |
| 15 gennaio 2017 Başkent Voleybol Salonu, Ankara Durata: 2h:10 - Spettatori: 5 500 | Galatasaray | 2 - 3 | Bursa BB | 25-27, 17-25, 25-14, 25-20, 12-15 |
| 15 gennaio 2017 Başkent Voleybol Salonu, Ankara Durata: 1h:59 - Spettatori: 5 500 | Eczacıbaşı  | 3 - 1 | Halkbank | 25-23, 25-22, 21-25, 25-17        |
| 15 gennaio 2017 Başkent Voleybol Salonu, Ankara Durata: 1h:14 - Spettatori: 6 300 | Fenerbahçe  | 3 - 0 | Sarıyer  | 25-11, 25-17, 25-20               |

#### Semifinali
| 16 gennaio 2017 Başkent Voleybol Salonu, Ankara Durata: 1h:20 - Spettatori: 5 500 | VakıfBank  | 3 - 0 | Bursa BB   | 25-17, 25-19, 25-16        |
| 16 gennaio 2017 Başkent Voleybol Salonu, Ankara Durata: 2h:10 - Spettatori: 6 300 | Eczacıbaşı | 1 - 3 | Fenerbahçe | 25-23, 22-25, 21-25, 23-25 |

#### Finale
| 17 gennaio 2017 Başkent Voleybol Salonu, Ankara Durata: 1h:39 - Spettatori: 6 500 | VakıfBank | 0 - 3 | Fenerbahçe | 22-25, 15-25, 19-25 |